# 150 карбованців «500-річчя Російської держави (Війна 1812 року)»
500-річчя Російської держави (Війна 1812 року) (рос. 500-летие Российского государства (Война 1812 года)) — платинова ювілейна монета СРСР вартістю 150 карбованців, випущена 3 вересня 1991 року. 

## Тематика
Франко-російська війна 1812 (у російській історіографії — Вітчизня́на війна́ 1812 року (рос. Отечественная война 1812 года), у французькій історіографії — Росі́йська кампа́нія 1812 ро́ку (фр. Campagne de Russie 1812)) — одна з кількох воєн, проведених Францією в період Консульства (1799–1804) і імперії Наполеона (1804–1814, 1815).
Закінчилася майже повним знищенням наполеонівської армії і перенесенням військових дій на територію Польщі та Німеччини в 1813 році (Закордонні походи Наполеона 1813-1814 років).
Бородінська битва — найбільша битва війни відбулася 7 вересня (26 серпня) 1812 біля села Бородіно (125 км на захід від Москви).

## Історія
У 1989—1991 роках було випущено серію монет «500-річчя Російської держави» з якістю пруф — 6 срібних монет номіналом у 3 карбованці, 3 паладієвих монет номіналом 25 карбованців, 3 монети номіналом 50 карбованців і 3 монети номіналом 100 карбованців у золоті, а також 3 монети номіналом 150 карбованців у платині. Монети було присвячено історичним подіям, регаліям, пам'ятникам, культурним і політичним діячам, тісно пов'язаних з історією Росії.
Монети карбувалися на Ленінградському монетному дворі (ЛМД).

## Опис та характеристики монети
| Номінал крб. | Метал   | Проба | Маса (гр) | Діаметр (мм) | Товщина (мм) | Гурт                    | Тираж штук    |
| ------------ | ------- | ----- | --------- | ------------ | ------------ | ----------------------- | ------------- |
| 150          | платина | 999   | 15.55     | 28           | 1.5          | рубчастий (240 рифлень) | 16.000 (пруф) |

### Аверс
Зверху герб СРСР з 15 витками стрічки, під ним літери «СССР», нижче ліворуч і праворуч риса, під рискою зліва хімічне позначення «Pt» і проба «999» металу з якого зроблена монета, під ними чиста вага дорогоцінного металу «15,55», під рискою праворуч монограма монетного двору «ЛМД», нижче позначення номіналу монети цифра «150» і нижче слово «РУБЛЕЙ», знизу у канта рік випуску монети «1991».

### Реверс
Ліворуч, зверху і праворуч уздовж канта монети слова «500-ЛЕТИЕ ЕДИНОГО РУССКОГО ГОСУДАРСТВА», в середині скульптура ангела, що вінчає Олександрівську колону в Санкт-Петербурзі, ліворуч від ангела — портрет Наполеона I, праворуч — портрет Олександра I, знизу уздовж канта слова «ОТЕЧЕСТВЕННАЯ ВОЙНА 1812 г.».

### Гурт
Рубчастий (240 рифлень).

## Автори
- Художник: А. В. Бакланов
- Скульптор: А. В. Бакланов